# Tottijärvi
Tottijärvi est une ancienne municipalité du Satakunta en Finlande,.

## Histoire
Tottijärvi fait partie de la paroisse de Vesilahti à partir de 1685. 
Tottijärvi devient une municipalité indépendante en 1869.
Depuis 1976, Tottijärvi est un quartier sud de  Nokia. 

## Géographie
Tottijärvi est situé sur la rive sud-ouest du lac Pyhäjärvi.
Avant la fusion, les municipalités voisines de Tottijärvi étaient  Nokia, Pirkkala, Vammala et Vesilahti.
Au 1er janvier 1975, la superficie de Tottijärvi était de 87,2 km2.
Et au 31 décembre 1975 elle comptait 1 040 habitants.

## Transports
Tottijärvi est desservi par la route nationale 12 entre Tampere et Rauma.
La gare la plus proche est la gare de Nokia et l'aéroport le plus proche est l'aéroport de Tampere-Pirkkala.